# 古澤潔夫
古澤 潔夫（ふるさわ いさお、1915年6月25日 - 2001年3月3日）は、日本の植物学者である。小石川植物園（東京大学大学院理学系研究科附属植物園）に勤務した。
福岡県に生まれる。1933年福岡県中学修猷館、松山高等学校、1940年東京帝国大学理学部植物学科を卒業し、副手、助手を経て、1952年に東京大学助教授、1975年に教授となった。1942年に中国山西省を学術調査した。1969年から1970年、1974年から1975年にドイツに渡り、研究した。トウダイグサ属（ユーフォルビア属）を専門とした。

## 著作
- 1976. Mannigfaltigkeit der Chromosomenzahl bei der Gattung Euphorbia . Beitrage zur Biologie der Pflanzen Beitr Biol Pflanz 1976, 52 (1/3) pp. 255-266
- 1975. Die Botanischen Garten Japans. Gartn.-Bot. Brief 45: 1530-1532
- 1973. Taxonomische Untersuchung der Gattung Cotoneaster (Rosaceen) auf karpologischer Grundlage. 47 pp.
- Shibaoka, H; I Hurusawa. 1964. Effect of Manganese ions on the IAA-induced elongation of Avena coleoptile sections inhibited by some organic acids. Plant and Cell Physiology 5 ( 3): 273-280
- 1954. Eine nochmalige Durchsicht des herkommlichen systems der Euphorbiaceen im weiteren Sinne. J Fac Sci Univ Tokyo Bot, 1954